# Gobiomorphus coxii
Gobiomorphus coxii  (лат.) — вид лучепёрых рыб из семейства элеотровых (Eleotridae). Эндемик Австралии. Максимальная длина тела 19 см.

## Описание
Тело удлинённое, цилиндрической формы, в задней части сужается и несколько сжато с боков. Голова большая, рыло закруглённое. Ктеноидная чешуя покрывает всё тело, заходит на жаберные крышки и голову (между глазами); отсутствует на щеках.Маленькие глаза расположены на верхнем профиле головы. Межглазничное пространство узкое. Рот косой, направлен вверх. Мелкие и заострённые зубы на обеих челюстях расположены полосками. На щеках и жаберных крышках, а также вокруг края предкрышки и с каждой стороны рыла над глазами проходят линии мелких сосочков. Край предкрышки с 3—5 крупными порами. Первый спинной плавник с 6 жёсткими гибкими лучами, с закруглённым краем и глубокими выемками между лучами. Второй спинной плавник с одним колючим и 9 мягкими лучами. Анальный плавник с 1 колючим и 8 мягкими лучами расположен напротив второго спинного, с более коротким основанием и более закруглённым краем по сравнению с вторым спинным плавником. Грудные плавники большие, широкие, закруглённые, с 18—19 мягкими лучами. Торакальные заострённые брюшные плавники с одним жёстким и 5 мягкими лучами, не образуют брюшной присоски; их основания сближены, но не соединены. Хвостовой плавник закруглённый. Боковая линия отсутствует.
Тело от тёмно-коричневого до зеленовато-коричневого цвета, на нижней части — бледно-коричневое или кремовое; чешуйки вдоль средней линии тела с синими, золотыми и жёлтыми крапинками. Над основанием грудного плавника расположено чёрное пятно. У молоди вдоль середины тела проходит серия продолговатых пятен, которые у взрослых особей сливаются, образуя единую, широкую полосу от тёмно-коричневого до черного цвета. Голова тёмно-коричневая; нижняя челюсть и горло часто чёрные;  от заднего края глаз по предкрышкам расходятся две слабые тёмные полосы. Плавники бесцветные или тёмно-серого цвета; спинные плавники с 1—3 тёмными полосами, разделенными областями жёлтого или оранжевого цвета; края плавников часто жёлтые; хвостовой плавник с многочисленными тёмными пятнами, образующими полосы неправильной формы.
Максимальная длина тела 19 см, обычно до 15 см. Самки крупнее самцов.

## Биология
Обитают в прибрежных и внутренних пресноводных водоёмах на высоте до 700 м над уровнем моря, обычно в горных порожистых ручьях. Обладают способностями к передвижению вне воды и могут преодолевать влажные каменистые поверхности порогов и водопадов. Молодь в течение определённого времени обитает в нижнем течении рек и эстуариях. Питаются водными насекомыми, ракообразными и мелкими рыбами. В реках Квинсленда нерестятся осенью и зимой, а в более южных районах — в конце лета и осенью. Икра откладывается однородным компактным слоем на твёрдые поверхности. Самец охраняет кладку и ухаживает за икрой в течение 3—5 дней до вылупления личинок. После вылупления личинки сносятся вниз по течению к устьям рек. Молодь, проведя несколько месяцев в морской воде, возвращается в пресноводные водоёмы.

## Ареал
Эндемик Австралии. Распространены в восточной Австралии от юга Квинсленда до  Вильсонс-Промонтори (Виктория), но в 2020-е голы не обнаружен западнее реки Сноуи.